# Daugavpils/Griva
Daugavpils/Griva är en flygplats i Lettland.   Den ligger i kommunen Daugavpils novads, i den sydöstra delen av landet, 190 km sydost om huvudstaden Riga. Daugavpils/Griva ligger 89 meter över havet.
Terrängen runt Daugavpils/Griva är huvudsakligen platt. Daugavpils/Griva ligger nere i en dal. Runt Daugavpils/Griva är det tätbefolkat, med 735 invånare per kvadratkilometer. Närmaste större samhälle är Daugavpils, 4,2 km öster om Daugavpils/Griva. Runt Daugavpils/Griva är det i huvudsak tätbebyggt.